# Бишоп, Мелисса
Мелисса Бишоп — канадская легкоатлетка, специализируется на дистанции 800 метров. Победительница Панамериканских игр 2015 года.
Участница Олимпийских игр 2012 года. на которых не смогла пройти в полуфинал. Выступала на чемпионате мира в Москве 2013 года, где также не вышла в полуфинал.
На чемпионате мира 2015 года в полуфинальном забеге установила новый национальный рекорд — 1.57,52. В финальном забеге она выиграла серебряную медаль, уступив 9 сотых секунды белоруске Марине Арзамасовой.

## Биография
Родилась в семье Доуга и Элисон Бишоп, также у неё есть младший брат Джонатан.